# False (Unix)
A Unix-szerű operációs rendszerekben a false parancs mindig 1 értékkel tér vissza. A shell számára a nem 0 érték sikertelen programvégrehajtást vagy logikai hamis értéket jelent.
Ennek a parancsnak nincsenek változói.
Ezt más parancsok kiegészítésére használnak, mint például az alábbi eset:
```
 
make
 
…
 
&&
 
false

```